# کونیگزوینتر
شهر کونیگزوینتر (به آلمانی: Königswinter) در ایالت نوردراین-وستفالن در کشور آلمان واقع شده‌است.

## نگارخانه

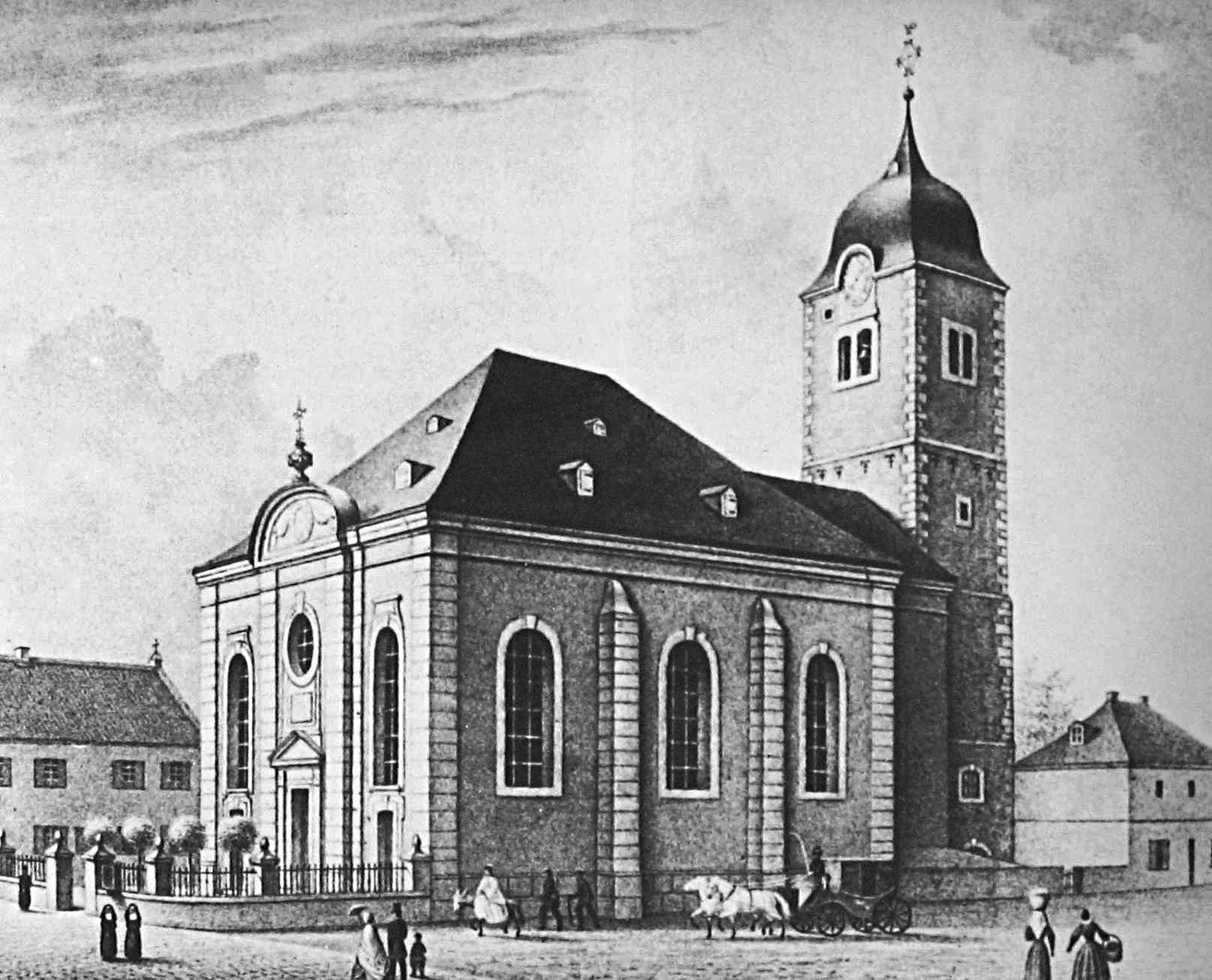
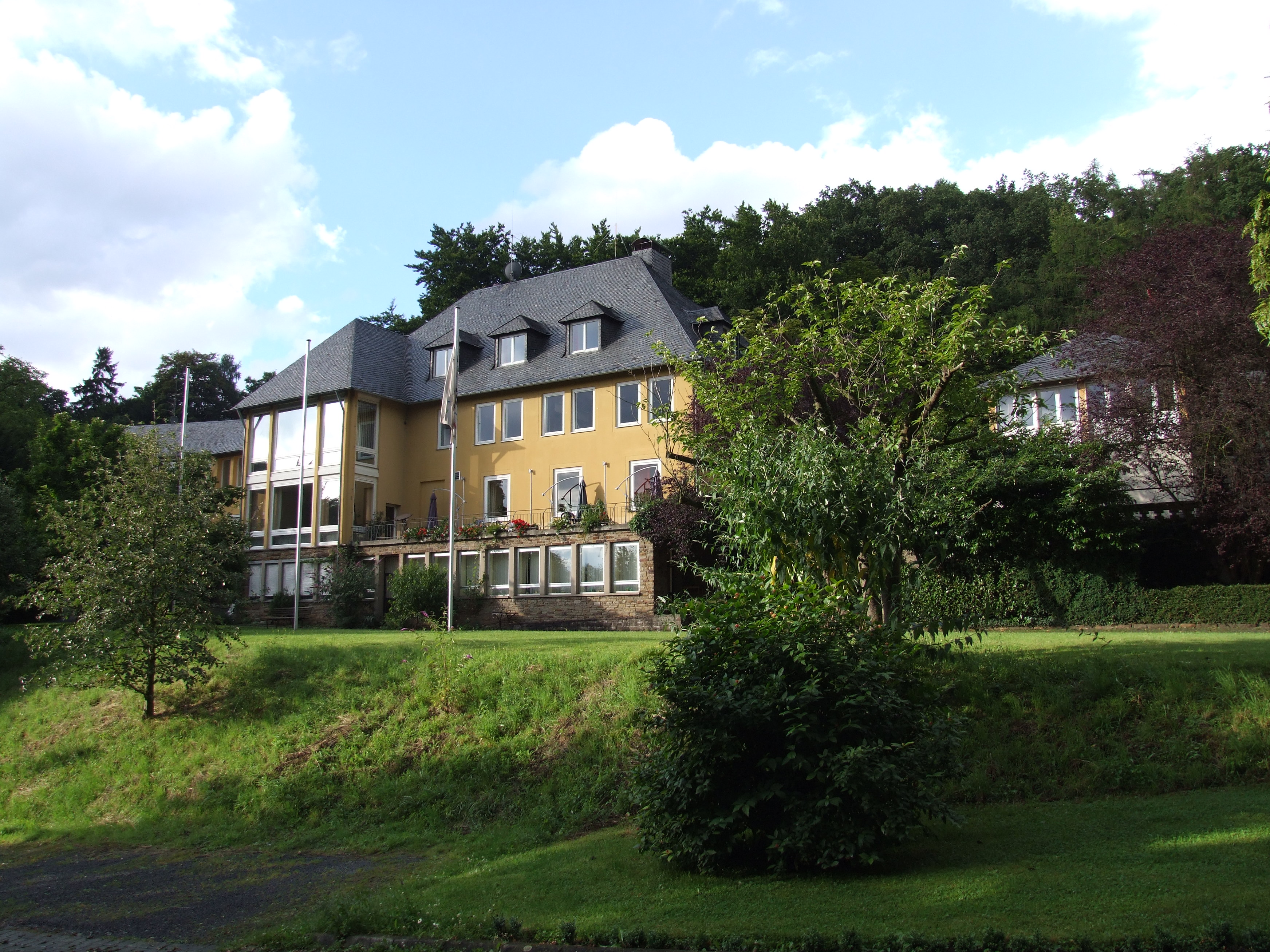
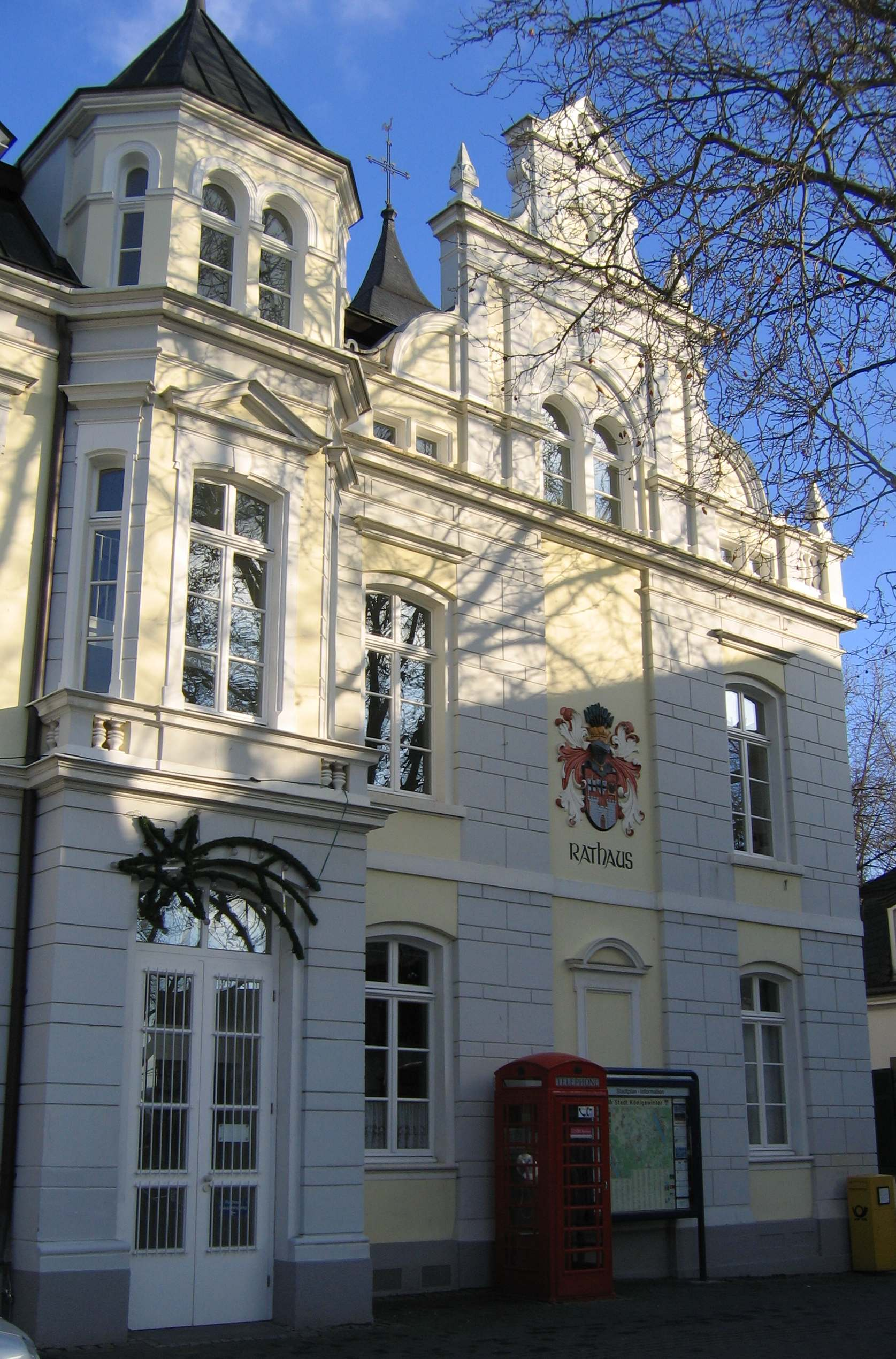